# Wolne Miasto Kraków

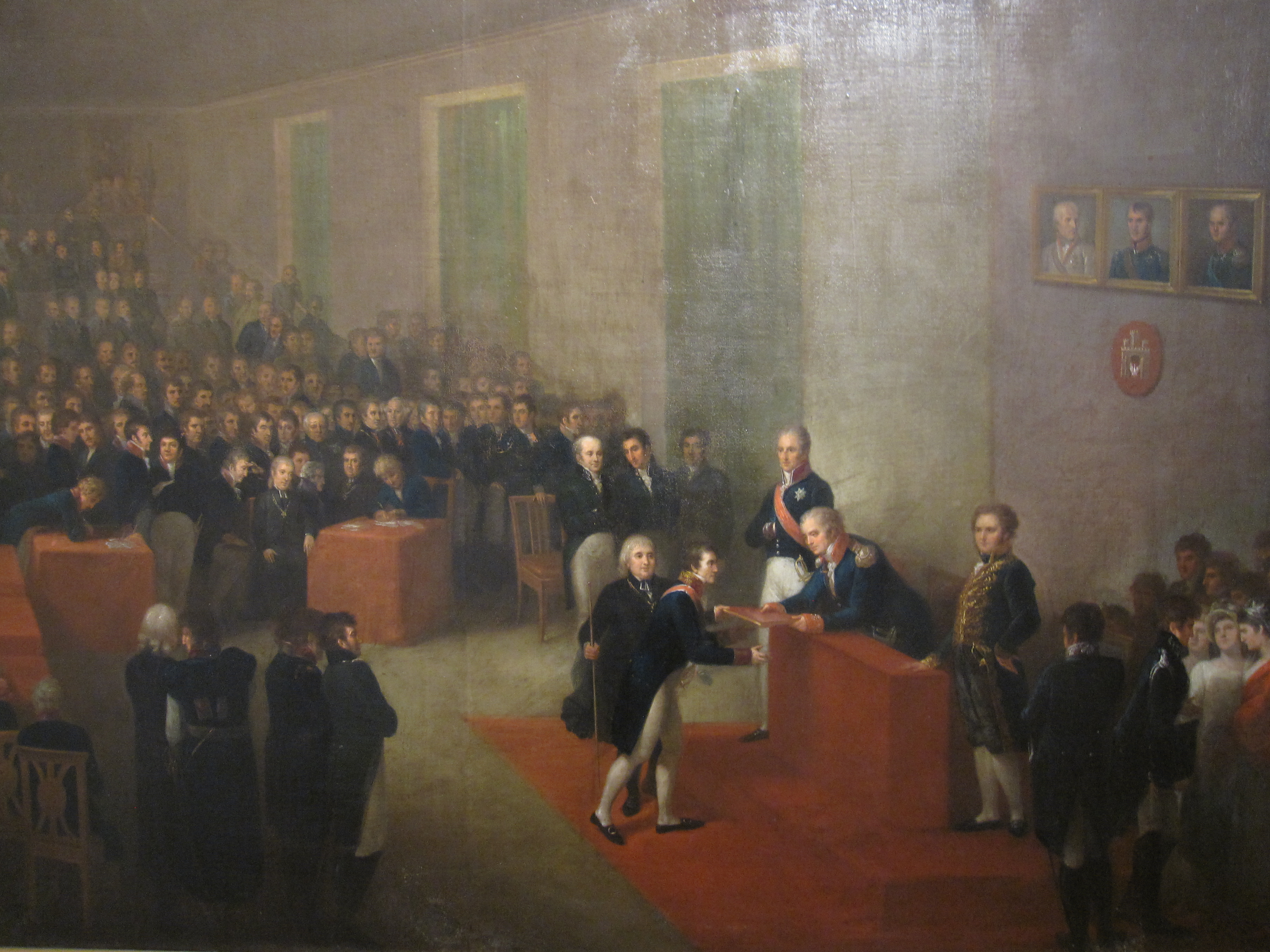
Nadanie konstytucji Wolnemu Miastu Krakowowi, obraz pędzla Józefa Brodowskiego, na ścianie portrety trzech monarchów zaborczych

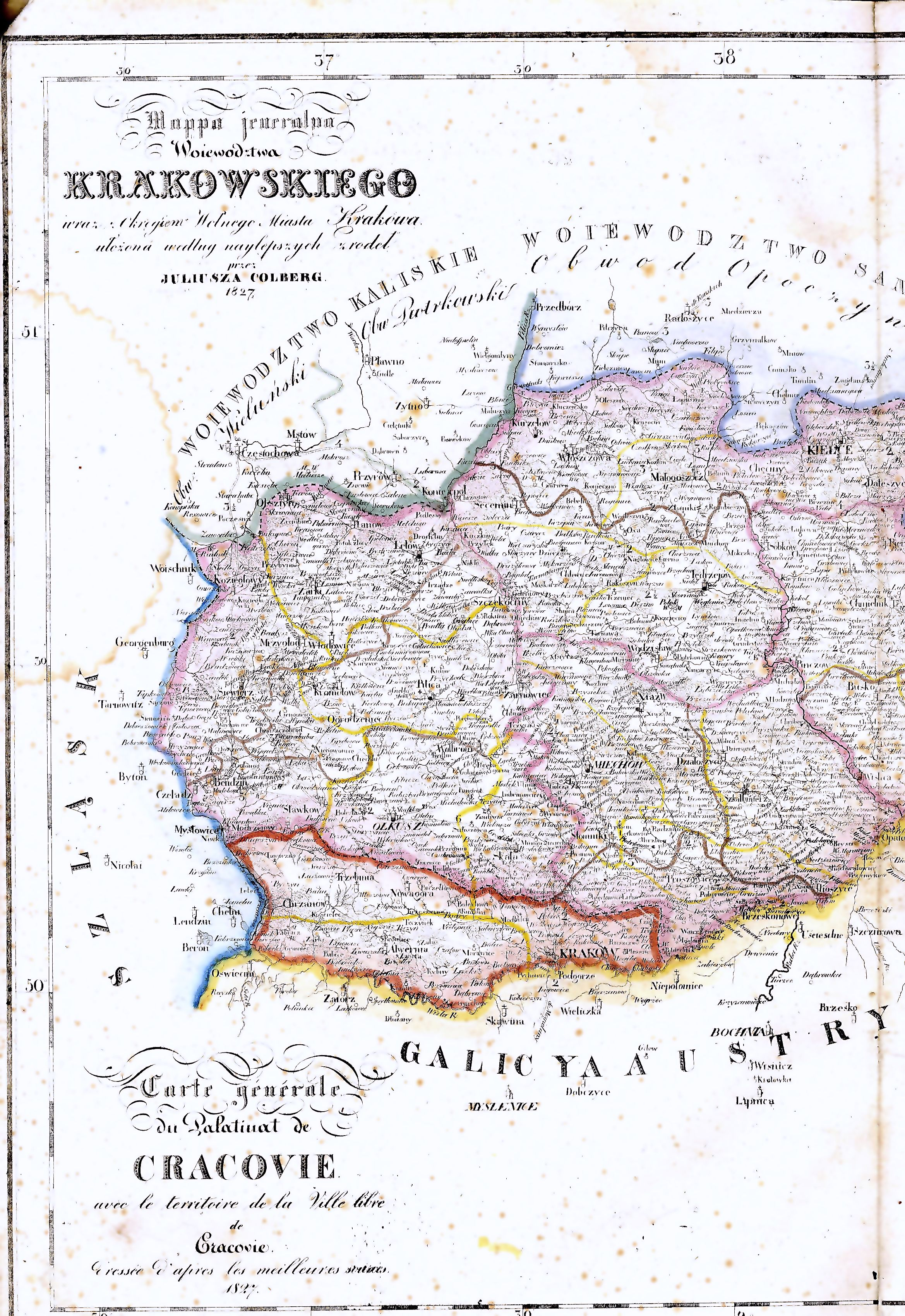
Wolne Miasto Kraków w 1827, na północy województwo krakowskie Królestwa Polskiego

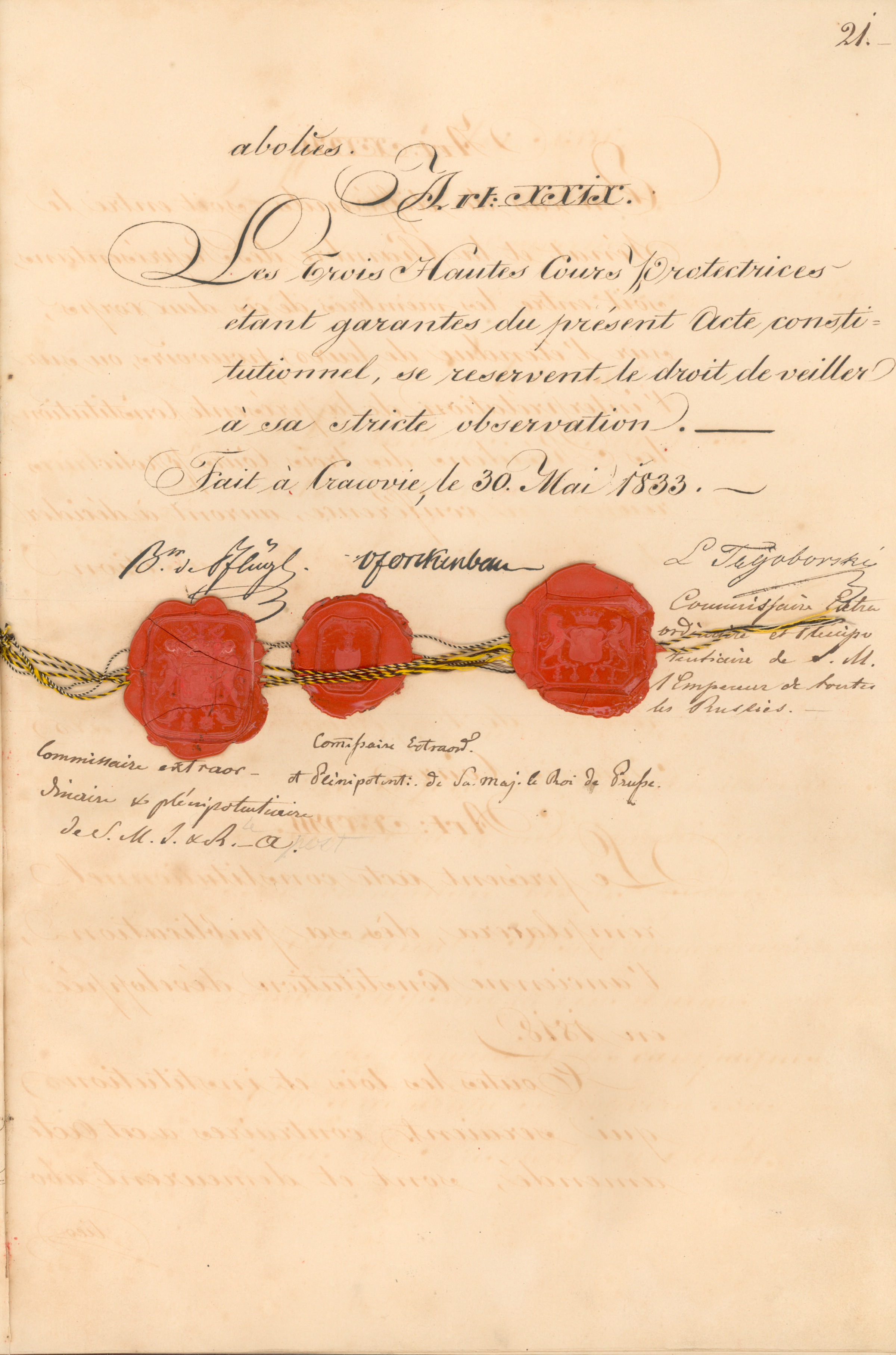
Konstytucja Wolnego Miasta Krakowa z 1833 roku

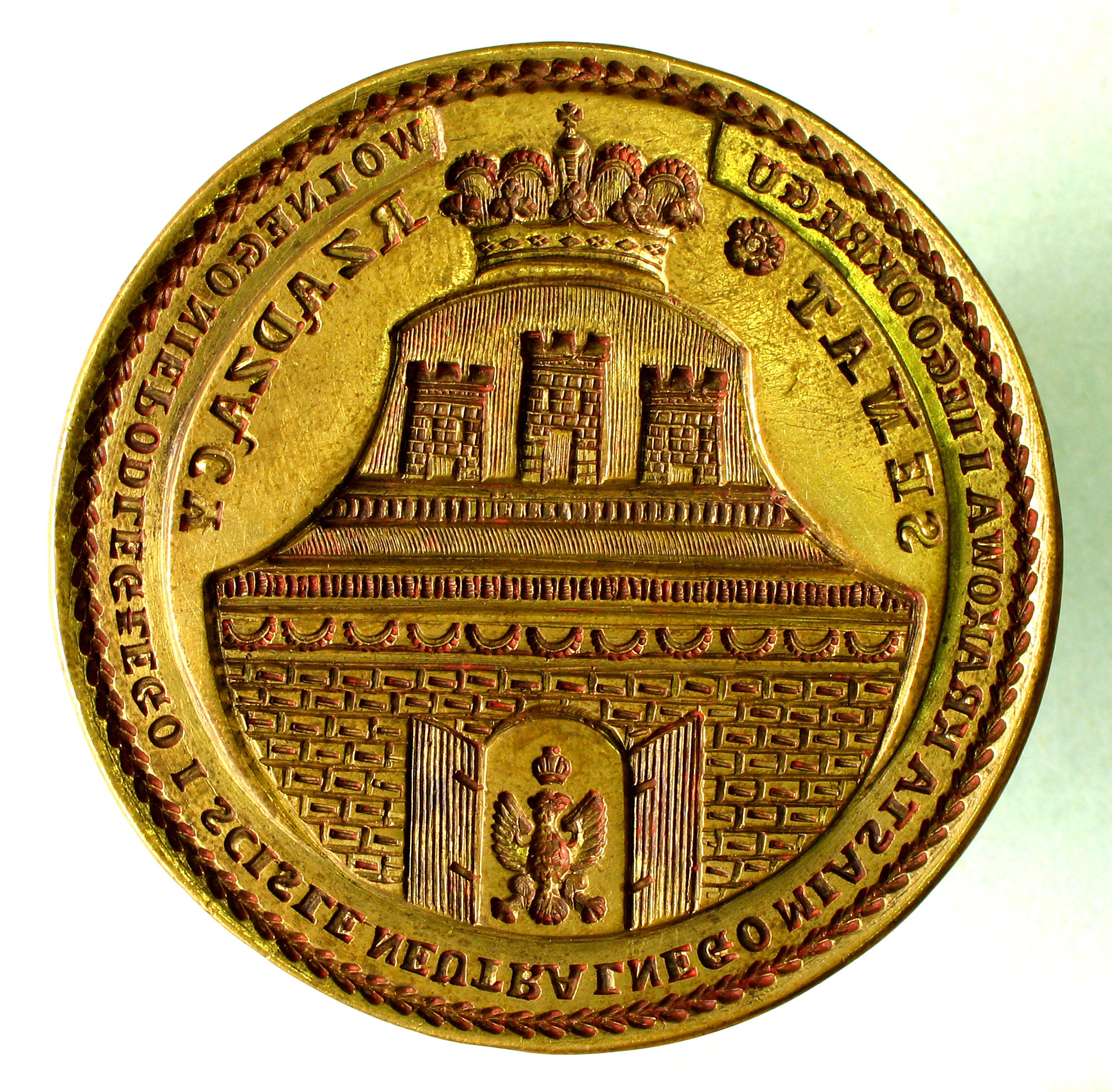
Tłok pieczętny Senatu Rządzącego Wolnego Miasta Krakowa

Wolne, Niepodległe i Ściśle Neutralne Miasto Kraków i jego Okręg (1815–1846), inne nazwy: Rzeczpospolita Krakowska, Wolne Miasto Kraków, Rzeczpospolita Krakowska Wolna, Niepodległa i Ściśle Neutralna – państwo utworzone postanowieniami kongresu wiedeńskiego, pozostające pod kontrolą trzech państw sąsiednich: Imperium Rosyjskiego, Królestwa Prus i Cesarstwa Austrii od 1832 poprzez zobligowanie ich przez Rosję oraz Prusy. Państwo to zostało utworzone 18 października 1815 roku z południowego fragmentu Księstwa Warszawskiego i było republiką konstytucyjną opartą na Kodeksie Napoleona i własnej konstytucji.
Początkowo cieszyło się umiarkowaną autonomią wewnętrzną. Do 1830 roku formalnie władzę wykonawczą sprawował w niej 12-osobowy Senat Rządzący, w skład którego wchodzili przedstawiciele Zgromadzenia Reprezentantów, Uniwersytetu Jagiellońskiego i państw opiekuńczych. Władza ustawodawcza należała formalnie do obieralnego zgodnie z konstytucją Zgromadzenia Reprezentantów, jednak decyzje tej izby mogły być wetowane przez przedstawicieli państw opiekuńczych.
Umiarkowana autonomia wewnętrzna została utracona na skutek sporów wewnętrznych wykorzystanych przez państwa opiekuńcze. W 1828 roku faktyczną władzę przejął Komitet Epuracyjny, w którym zasiadali tylko posłuszni mocarstwom senatorowie. W trakcie powstania listopadowego wewnętrzna autonomia została czasowo przywrócona, a obszar Wolnego Miasta stał się miejscem wsparcia dla powstańców z innych zaborów.
W 1833 roku państwa opiekuńcze narzuciły nową konstytucję, która ograniczyła do zupełnego minimum wpływ mieszkańców na losy swojego państwa. Odebrano też Miastu prawo do wolnego handlu. Kres jakiejkolwiek wewnętrznej autonomii położyła okupacja austriacka, która trwała w latach 1836–1846. W 1846 roku wybuchło powstanie krakowskie, które ostatecznie położyło kres istnieniu tego państwa. Jego tereny zostały 16 listopada 1846 roku anektowane przez Austrię.

## Powstanie Wolnego Miasta Krakowa
Rzeczpospolita Krakowska powstała w roku 1815 w wyniku uchwały kongresu wiedeńskiego. Inicjatorem jej utworzenia był car Aleksander I, który w toku pertraktacji między trzema mocarstwami rozbiorowymi zaproponował przekształcenie Krakowa i Torunia w wolne miasta. Toruń ostatecznie został przekazany Prusom, zaś Kraków z okolicami przekształcono w „wolne, niepodległe i ściśle neutralne” państwo pod opieką Rosji, Austrii i Prus.
Nowemu państwu nie przyznano prawa prowadzenia własnej polityki zagranicznej – jego interesy miały reprezentować trzy mocarstwa opiekuńcze. Państwa te zobowiązały się do wieczystego szanowania neutralności Wolnego Miasta i nie wprowadzania na jego teren swych wojsk pod żadnym pozorem. W zamian Kraków miał wydawać szpiegów i dezerterów zbiegłych na jego terytorium. Formalną datą ogłoszenia państwa był 18 października 1815 roku, który obchodzono odtąd jako święto państwowe.

## Geografia, ludność, podział administracyjny
Wolne Miasto Kraków powstało z południowo-zachodniego skrawka Księstwa Warszawskiego, na lewym brzegu Wisły. Miało powierzchnię 1234 kilometrów kwadratowych (wedle innych danych – 1164 lub 1150). Graniczyło z Rosją, Prusami i Austrią. Na jego terytorium znajdowały się – poza Krakowem – 224 wsie (ok. 60% z nich było w rękach prywatnych właścicieli) i 3 prywatne miasteczka: Chrzanów, Trzebinia i Nowa Góra. W 1815 roku liczyło ok. 95 tysięcy mieszkańców, w 1843 – ok. 146 tysięcy, z czego ok. 85% stanowili katolicy, resztę – prawie wyłącznie żydzi. Wolne Miasto Kraków zostało podzielone na 17 gmin wiejskich, a samo miasto Kraków na 9 gmin miejskich. Gminy wiejskie składały się z kilku do kilkunastu wsi, a niektóre również z miast (Chrzanów, Trzebinia od 1817 r., Nowa Góra).
W myśl art. IX Konstytucji WMK na czele administracji gminy stał wójt, wybierany przez zgromadzenie gminne na okres 2 lat. Wymagania stawiane kandydatom na wójta były następujące: pełnoletniość, nieposzlakowany charakter, umiejętność rachowania oraz czytania i pisania po polsku.
W styczniu 1816 r. dokonano reformy administracyjnej Wolnego Miasta dzieląc je na 9 gmin miejskich (w obrębie miasta Krakowa) i 17 gmin wiejskich (I Kościelniki, II Mogiła, III Modlnica, IV Babice, V Rybna, VI Czernichów, VII Liszki, VIII Zwierzyniec, IX Bobrek, X Jaworzno, XI Kościelec, XII Młoszowa, XIII Poręba Żegoty, XIV Lipowiec, XV Krzeszowice, XVI Pisary, XVII Chrzanów). W 1839 roku (na podst. rozporządzenia Senatu WMK z 7.XII.1838 r.) dokonano kolejnej reformy podziału administracyjnego, zastępując dotychczasowe gminy powołanymi w ich miejsce większymi jednostkami, dystryktami, w których wójtów zastąpili komisarze dystryktowi. Utworzono 10 dystryktów: Alwernia, Balice, Chrzanów, Czernichów, Kraków, Jaworzno, Liszki, Krzeszowice, Mogiła i Trzebinia.
Najmożniejszym rodem Wolnego Miasta byli Potoccy z Krzeszowic, właściciele 11 wsi. Większość możnych rodów mieszkała jednak w Krakowie, ze względu na możliwość posyłania dzieci do szkół i aktywnego uczestniczenia w życiu politycznym miasta-państwa.

## Ustrój, konstytucja
Aktem z 3 maja 1815 roku na kongresie wiedeńskim nadano Wolnemu Miastu wstępną konstytucję, którą zredagował książę Adam Jerzy Czartoryski, a gwarantami miały być państwa opiekuńcze. Następnie Komisja Organizacyjna, w której skład weszli komisarze tych państw i senatorowie Wolnego Miasta, miała zająć się rozwinięciem konstytucji i zorganizowaniem administracji. Specjalnie powołana Komisja Włościańska miała uregulować status prawny włościan.
Tekst rozwinięty konstytucji ogłoszony został 11 września 1818 roku. Na jej mocy władza wykonawcza należała do Senatu Rządzącego, złożonego z prezesa i 12 członków, z których 8 wybierało Zgromadzenie Reprezentantów, a po 2 kapituła i uniwersytet. Inicjatywa ustawodawcza i wyłączność w organizowaniu policji i administracji dawały Senatowi przewagę nad Zgromadzeniem.
Zgromadzenie Reprezentantów („Sejm”) składało się z 41 członków, z których 26 wybierały zgromadzenia gminne, po 3 Senat spośród senatorów, kapituła spośród kanoników i prałatów i uniwersytet pośród profesorów i doktorów. Pozostałe 6 miejsc należało do tzw. sędziów pokoju. Zgromadzenie posiadało kompetencje ustawodawcze i kontrolujące. Zbierało się raz w roku w celu uchwalenia budżetu, skontrolowania pracy urzędników państwowych, wyboru senatorów i sędziów. Konstytucja uzależniała jednak jego inicjatywę ustawodawczą od zgody Senatu, który posiadał zarazem prawo zawieszenia na rok wykonania uchwały sejmowej, jeśli ta nie przeszła większością co najmniej 7/8 głosów.
Czynne prawo wyborcze w Rzeczypospolitej otrzymali profesorowie uniwersytetu, nauczyciele, artyści, kler świecki, kierownicy fabryk i warsztatów, znaczniejsi kupcy i właściciele gospodarstw i domów opłacający co najmniej 50 złp podatku gruntowego. Od kandydata do Zgromadzenia lub Senatu konstytucja wymagała ukończenia studiów na którymś z polskich uniwersytetów. Wyjątkiem byli dawni urzędnicy Księstwa Warszawskiego i nominaci państw opiekuńczych.
Konstytucja gwarantowała równość wszystkich wobec prawa, nienaruszalność własności prywatnej i panowanie języka polskiego. Religią stanu był katolicyzm, ale innym wyznaniom chrześcijańskim zapewniono pełnię praw obywatelskich, a niechrześcijańskim – tolerancję i opiekę prawa.

### Głowy państwa
Prezesi Senatu
- 1815–1831 Stanisław Wodzicki (w roku 1827 wybrano na to stanowisko Józefa Nikorowicza, lecz rezydenci unieważnili ten wybór w 1828 roku i przywrócili na stanowisko Wodzickiego)
- 1831–1833 zmieniający się członkowie Senatu (każdy z senatorów, co miesiąc)
- 1833–1836 Kasper Wielogłowski
- 1836–1839 Józef Haller
- 1839–1841 zmieniający się członkowie senatu, najczęściej Jan Schindler
- 1841–1846 Jan Schindler

Rząd Narodowy Rzeczypospolitej Polskiej
- 1846 Jan Tyssowski, Ludwik Gorzkowski, Aleksander Grzegorzewski
- 1846 Jan Tyssowski (dyktator)

Władze tymczasowe
- 1846 Józef Wincenty hrabia Wodzicki (prezes Komitetu Bezpieczeństwa)[8]

## Życie polityczne Wolnego Miasta w latach 1815–1830

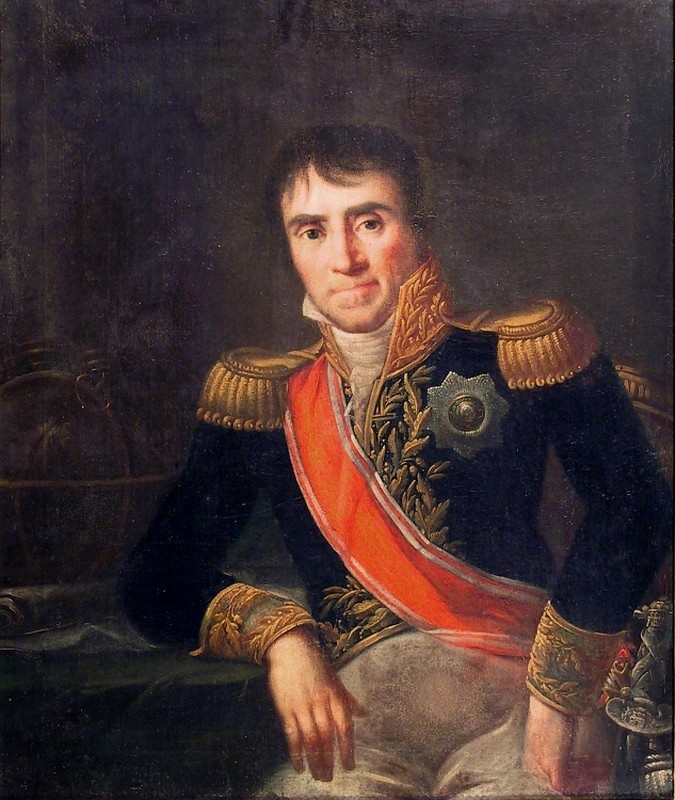
Stanisław Wodzicki, portret pędzla Józefa Brodowskiego (starszego)

Kontrolę nad wydarzeniami w Wolnym Mieście zapewniły sobie mocarstwa opiekuńcze (Austria, Prusy i Rosja) desygnując swych komisarzy, formalnie określanych rezydentami i konsulami generalnymi, których uprawnienia i wpływ na bieg wydarzeń w tym formalnie niepodległym państwie rósł z biegiem lat.
Czołową postacią w życiu politycznym Rzeczypospolitej był prezes Senatu, chociaż konstytucja 1818 roku nie dawała mu szerokich uprawnień prezydialnych. W wyniku starań ks. A.J. Czartoryskiego i akceptacji tej kandydatury przez Prusy, Austrię i Rosję, pierwszym prezesem Senatu Wolnego Miasta został Stanisław Wodzicki, szlachcic, były prefekt departamentu krakowskiego. Wokół Wodzickiego skupiła się większość konserwatywnych ziemian i arystokracji, luźno związanych z mieszczaństwem krakowskim i spodziewających się na ogół rychłego włączenia miasta do Królestwa Polskiego. Środowisko to niezmiennie dominowało w Senacie, a jego przywódca nie wahał się ściśle współpracować z dworami opiekuńczymi w walce z miejscowymi żywiołami liberalnymi i demokratycznymi.
Z konserwatystami rywalizowało stronnictwo liberałów, mające poparcie w środowisku mieszczańskim i uniwersyteckim. Przewodził im rektor uniwersytetu Walenty Litwiński. Liberałowie głosili hasło zwiększenia suwerenności Wolnego Miasta i krytykowali władze za niewykorzystanie zagwarantowanej konstytucją możliwości utworzenia ciał przedstawicielskich przy dworach opiekuńczych, a także części uprawnień gospodarczych. Mieli silną pozycję w Zgromadzeniu Reprezentantów i byli cicho popierani przez Prusy, które czerpały znaczne zyski z handlu z Wolnym Miastem.
Do roku 1827 stronnictwo Wodzickiego panowało niepodzielnie w urzędach i Senacie, sprawnie kierując organizacją administracji i skarbu. Do pierwszego większego starcia między Senatem a Sejmem doszło w 1817 roku, w związku ze zmianami, jakie Sejm dokonał w budżecie. Senat uznał te zmiany za bezprawne i Wodzicki odwołał się do cara Aleksandra. Car zatwierdził zmiany w budżecie, zakazując jednak na przyszłość Sejmowi dowolnego ich dokonywania. Wydarzenie to było pierwszym przypadkiem odwołania się władz Wolnego Miasta do dworu opiekuńczego. Taka ograniczająca suwerenność państwa praktyka stała się odtąd regułą w sporach wewnętrznych.
W roku 1820 doszło do zamieszek studenckich, co spowodowało zatarg między Senatem a uniwersytetem. Gdy rok później wykryto pierwszą tajną organizację młodzieży akademickiej („Orzeł Biały”) Wodzicki ponownie odwołał się do dworów opiekuńczych. Efektem tej akcji było ograniczenie autonomii uniwersytetu i władzy rektora, który wcześniej mógł pod względem wpływów politycznych konkurować z prezesem Senatu.
Wydarzenia te okryły Wodzickiego i Senat niesławą. Jeszcze w wyborach na prezesa w 1824 roku Wodzicki wygrał nieznaczną większością. Ale w roku 1827, wskutek wewnętrznych podziałów w obozie konserwatystów, Sejm na swego prezesa wybrał Józefa Nikorowicza, prezesa sądu apelacyjnego, kandydata mieszczan. Doprowadziło to do największego wówczas przesilenia politycznego w Rzeczypospolitej Krakowskiej. Konserwatyści na czele z Florianem Straszewskim i Janem Mieroszewskim nie uznali nowego prezesa i opuścili obrady pod pretekstem braku wyższego wykształcenia części sejmu. Sytuację wykorzystały państwa opiekuńcze: przesłały Zgromadzeniu notę stwierdzającą bezprawność jego działań a Wodzickiemu poleciły pozostać na stanowisku. Wodzicki rządził odtąd dzięki poparciu rezydentów a prace Sejmu zawieszono.
W roku 1828 z inicjatywy Rosji powstał tzw. Komitet Epuracyjny, działający w ścisłym porozumieniu z rezydentami. Zasiedli w nim Wodzicki i 3 posłusznych Rosji senatorów. Głównym celem jego działań było utrwalenie przewagi oligarchii urzędniczej, złożonej z ludzi posłusznych Rosji i innym mocarstwom opiekuńczym. Komitet odsunął od władzy całą listę senatorów, urzędników, a nawet profesorów uniwersytetu. Wzmocnił także władzę prezesa Senatu. Rzecznikiem tych zmian był car Mikołaj I, który dążył do narzucenia Rzeczypospolitej nowej konstytucji, czego domagał się od dawna konserwatywny Wodzicki. Dwory opiekuńcze zamierzały wprowadzić nową konstytucję w listopadzie 1830 roku, uprzednio wprowadzając wojsko do miasta. W realizacji tych planów przeszkodził jednak wybuch powstania listopadowego w Królestwie.

## Wolne Miasto w czasie powstania listopadowego
Powstanie listopadowe przyniosło wielkie ożywienie w Rzeczypospolitej Krakowskiej, która odgrywała rolę głównego ośrodka przemytu broni dla Królestwa i pośrednika w kontaktach dyplomatycznych. 4 grudnia utworzono gwardię narodową, a 16 stycznia 1831 młodzież studencka pod przewodnictwem Jacka Gudrajczyka aresztowała Wodzickiego, którego zmuszono do rezygnacji i opuszczenia Krakowa 18 stycznia. Do Senatu powrócili usunięci przez komitet epuracyjny mieszczanie. Z Krakowa napływała do Królestwa młodzież zasilająca szeregi powstańcze, a warszawski Rząd Narodowy mianował w Rzeczypospolitej przedstawiciela w osobie hr. Ludwika Morsztyna. W porozumieniu z nim broń dla Królestwa sprowadzali miejscowi bankierzy – Jan Nepomucen Walter i Bochenkowie. W końcowym okresie powstania do Krakowa napływali tłumnie emigranci z Królestwa, przejściowo schronił się Adam Jerzy Czartoryski, a ostatnie dni życia spędził Józef Chłopicki. Klęski powstańców, głód i epidemia cholery wygasiły tymczasem entuzjazm mieszkańców.
We wrześniu 1831 roku, w pościgu za korpusem Samuela Różyckiego, rosyjski generał Fiodor Rydygier zajął Kraków i pozostawał w nim mimo protestów angielskich i francuskich przez 2 miesiące, ustępując dopiero na życzenie Austrii.

## Polityka dworów opiekuńczych po powstaniu listopadowym. Konstytucja 1833 roku
Po powstaniu listopadowym Rosja i Austria straciły nadzieję na współdziałanie z polską szlachtą na terenie Wolnego Miasta. Odtąd ich polityka wobec Rzeczypospolitej Krakowskiej sprowadzała się do sukcesywnego ograniczania jej swobód w oparciu o elementy, które wykazywały się lojalizmem. Prusy wspierały cicho na terenie krakowskim żywioły liberalne, a około 1840 roku zaczęły traktować Rzeczpospolitą w stosunkach dyplomatycznych jak suwerenne państwo. Jednak zyski, jakie czerpały z handlu i przemytu przez Kraków, nie były warte pogorszenia stosunków z sojusznikami w ramach Świętego Przymierza. Dwory opiekuńcze działały więc zgodnie, a po powstaniu głównym kandydatem do przejęcia władzy w Krakowie stała się Austria.
W tym czasie Kraków stał się centrum polskiej konspiracji demokratycznej i działalności emigrantów. Znaczenie tych ostatnich państwa opiekuńcze celowo wyolbrzymiały, gdyż był to wygodny pretekst do poszerzania swej władzy w Wolnym Mieście. Liberalna polityka paszportowa Rosji ułatwiała emigrantom dostanie się do Wolnego Miasta, ale za nimi posyłano agentów i prowokatorów.
Podjęta w 1833 roku nieudana próba wzniecenia powstania w kraju przez emigrantów z organizacji Zemsta Ludu (Józef Zaliwski, Artur Zawisza) posłużyła mocarstwom opiekuńczym za pretekst do narzucenia Wolnemu Miastu nowej konstytucji, ogłoszonej 30 maja 1833 roku.
Ten naruszający postanowienia kongresu wiedeńskiego akt wydatnie ograniczył swobody Wolnego Miasta. Konferencja rezydentów mocarstw zyskała rangę instancji rozstrzygającej konflikty między Zgromadzeniem Reprezentantów a Senatem i interpretującej zapisy konstytucyjne. Zatwierdzała wybór prezesa Senatu i otrzymała w praktyce możliwość decydowania o obsadzie urzędów i wpływania na przebieg spraw sądowych. Liczbę Senatorów zmniejszono do 8, a deputowanych Sejmu, który miał odtąd obradować co 3 lata, do 30. Ograniczono wolność prasy, a w dziedzinie ekonomicznej odebrano miastu prawo wolnego handlu w Podgórzu.
14 października 1835 roku w Berlinie Rosja, Austria i Prusy zawarły tajny traktat ustalający okupację Wolnego Miasta w razie podjęcia tam jakiejś akcji niepodległościowej. Na zjeździe w Cieplicach w 1835 roku postanowiono, że okupacji tej dokonają Austriacy. Przewidziano zagarnięcie Rzeczypospolitej przez Austrię, z niewielkimi korektami granicznymi na korzyść Prus. Rządy trzech mocarstw zakładały przeprowadzenie inkorporacji Krakowa stopniowo i „na życzenie mieszkańców”. Czekając na sposobność do podjęcia właściwych kroków, rządy mocarstw opiekuńczych uniemożliwiały utworzenie przedstawicielstw dyplomatycznych Krakowa na Zachodzie i obsadzenie biskupstwa krakowskiego. Austria projektowała otoczenie Wolnego Miasta kordonem celnym, który doprowadziłby je do ruiny gospodarczej.

## Życie polityczne Wolnego Miasta w latach 1836–1846. Okupacja austriacka
W styczniu 1836 roku na terytorium Krakowa został zamordowany przez agentów Stowarzyszenia Ludu Polskiego rosyjski szpieg Behrens-Pawłowski. W odpowiedzi dwory opiekuńcze zażądały usunięcia z Rzeczypospolitej wszystkich emigrantów w przeciągu 8 dni. Jednocześnie starano się nakłonić Senat, by wezwał wojska opiekuńcze do Krakowa, w celu „zaprowadzenia porządku”.
Prezes Senatu Kasper Wielogłowski wydał odezwę do emigrantów, w której poprosił ich o opuszczenie Wolnego Miasta (co większość uczyniła w najbliższych dniach), ale sprzeciwił się wezwaniu wojsk państw ościennych. Mocarstwa zrezygnowały z dalszych prób nadania swej agresji pozorów współpracy z miejscowymi władzami. 7 lutego do Krakowa wkroczyły wojska austriackie generała Kauffmana, a 20 lutego wojska rosyjskie i pruskie. Na znak protestu Wielogłowski ustąpił ze stanowiska.
Wtargnięcie wojsk sąsiadów do Krakowa było naruszeniem uchwał kongresu wiedeńskiego i wywołało energiczną akcję dyplomatyczną Hotelu Lambert we Francji i Anglii. W marcu 1836 roku pięciokrotnie interpelowano w tej sprawie w angielskiej Izbie Gmin (m.in. Stratford Canning i Dudley Stuart) a Palmerston określił okupację Krakowa jako bezprawną (tłumacząc jednak w liście do Metternicha, że zrobił to pod naciskiem opinii publicznej). We francuskiej Izbie Deputowanych w obronie Krakowa przemawiali m.in. Bignon i hr. de Mornay. Dla rządów tych państw sprawa ta miała jednak drugorzędne znaczenie, zatem noty do Wiednia, Berlina i Petersburga zredagowano w tonie dość ugodowym. Pod wpływem tej interwencji dyplomatycznej Prusy i Rosja wycofały swe wojska z miasta. Okupacja austriacka trwać jednak miała do 1841 roku.
Pretekstem do obecności wojsk austriackich była reorganizacja policji i milicji krakowskiej. W praktyce okupanci, przy współpracy rezydentów rosyjskiego i pruskiego, rozpoczęli na nowo reorganizację władz Rzeczypospolitej i obsadzanie ich ludźmi posłusznymi ich dyrektywom. Ograniczono liczbę posiedzeń Senatu do 2 w tygodniu i zaczęto wymagać zgody rezydentów na złożenie przez niego jakiegokolwiek wniosku w Sejmie. Nowym prezesem został Józef Haller, do 1839 lojalnie współpracujący z Austriakami. Faktyczna władza w państwie-mieście należała do komisarzy mocarstw i – przekształconych w narzędzie Austrii – policji i milicji.
Sytuacja w mieście, pacyfikowanym przez dyrektora policji Gutha, zaczęła przypominać stan oblężenia. W celu ratowania państwa Sejm Rzeczypospolitej uchwalił w 1838 roku adres do państw opiekuńczych, krytykujący politykę władz i żądający utworzenia bezpartyjnej komisji do naprawy sytuacji w mieście. Wobec odmowy rezydentów dostarczenia go swym dworom prezes Haller ustąpił, a opozycja krakowska, na której czele stali teraz publicysta Hilary Meciszewski i bankier Wincenty Wolff, nawiązała kontakt z pozostającym na emigracji księciem Adamem J. Czartoryskim i za jego pośrednictwem złożyła we Francji i Anglii memoriał, w którym proponowano zwołanie kongresu pięciu mocarstw w celu rozwiązania problemu Krakowa. Rządy tych państw nie dały oficjalnej odpowiedzi na petycję, ale po dyskusjach w izbach niższych parlamentów, w lipcu 1840 roku potępiły politykę sąsiadów wobec Krakowa, a wkrótce Francja zagroziła Austrii zajęciem Ankony. Akcja mocarstw zachodnich przyniosła skutek – 21 lutego 1841 roku Austriacy wycofali wojska z terytorium Rzeczypospolitej.
Po wyjściu Austriaków stosunki w mieście zmieniły się jednak w niewielkim stopniu. Władza pozostawała w rękach rezydentów i opanowanej przez Austriaków policji i milicji. Nowy prezes ksiądz Jan Schindler zyskał reputację dobrego administratora (jego najbardziej spektakularnym sukcesem było uzyskanie koncesji na budowę kolei Kraków – Wiedeń), ale nazbyt ulegał Austrii, z której inspiracji nie odnowił umowy handlowej z Królestwem Polskim.
Ostatni raz Sejm Rzeczypospolitej Krakowskiej zebrał się w 1844 roku. Obradował o naprawie dróg i wprowadzeniu kas oszczędności. Kwestie najistotniejsze dla przyszłości miasta rozstrzygały się już jednak nie w jego ciałach rządzących, a na dworach opiekuńczych i w środowisku polskiej konspiracji demokratycznej, przygotowującej narodowe powstanie.

## Gospodarka

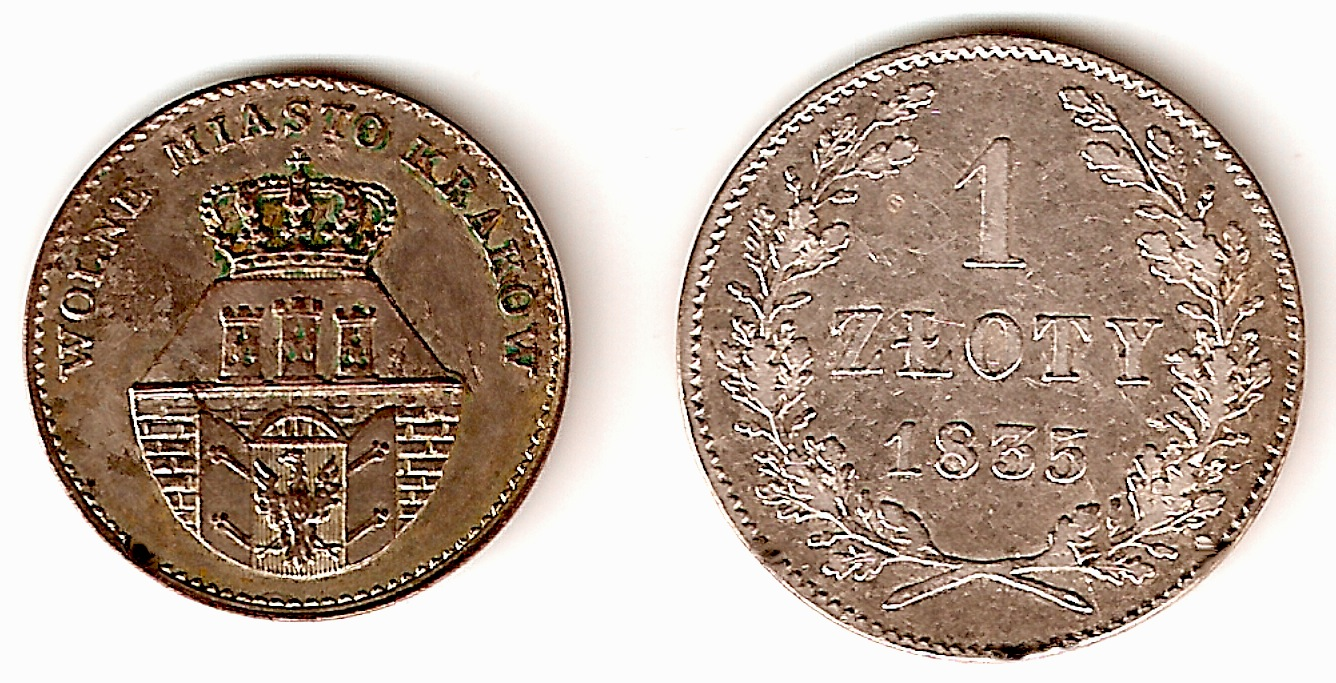
Waluta Wolnego Miasta Krakowa od 1835 roku: awers 5 groszówki krakowskiej i rewers złotówki krakowskiej

Rzeczpospolita Krakowska była enklawą liberalizmu gospodarczego na obszarze środkowej i wschodniej Europy. Mocą ustaleń kongresu wiedeńskiego nie miała prawa do pobierania ceł (mogła pobierać opłaty mostowe i drogowe). Państwa sąsiednie zobowiązały się do nienakładania ceł na krakowskie drewno, węgiel i żywność, a Austria zgodziła się nadać Podgórzu charakter miasta wolnohandlowego. Krakowianie otrzymali także pełną swobodę nawigacji na Wiśle. Podatki w państwie były bardzo niskie. Te liczne wolności gospodarcze i polityka gospodarcza władz decydowały o popularności Rzeczypospolitej w kręgach europejskich liberałów i leseferystów, którą wzmacniał dodatkowo republikański ustrój państwa.
Dzięki swym przywilejom gospodarczym i strategicznemu położeniu Kraków stał się jednym z głównych ośrodków handlowych Europy Środkowo-Wschodniej i w ciągu 30 lat podwoił liczbę ludności. Rosła w siłę warstwa kupiecka, rozwijały się banki (Waltera, Bochenków, Kirchmajerów, Meiselsa). Kraków był także głównym ośrodkiem przemytniczym na ziemiach polskich.
O pomyślnym rozwoju gospodarczym decydował w ogromnej mierze korzystny układ handlowy z Królestwem Polskim. Zawarty w 1817 roku, zezwalał na bezcłowy wwóz towarów z Wolnego Miasta na terytorium Królestwa. Układ został zerwany w 1822 przez Ksawerego Druckiego Lubeckiego, ale w 1823 roku senat krakowski zawarł kolejną korzystną umowę.
W roku 1831 w mieście stacjonował korpus rosyjski Rüdigera. Przyniosło to miastu straty w wysokości ok. 300 000 złp, nigdy przez Rosjan nie pokryte.
W 1834 roku Rzeczpospolita zawarła nowy układ handlowy z Rosją. W zamian za zrzeczenie się praw do kupna soli z Wieliczki uzyskała odnowienie swych praw do bezcłowego wwozu towarów na teren Królestwa Polskiego. Miasto rozwijało się pomyślnie, kwitło rzemiosło, rosły ceny nieruchomości, budowano drogi i mosty. Kupcy krakowscy czerpali znaczne zyski z handlu zbożem, winem węgierskim i drewnem z Królestwa,.
W latach 1836–1841 trwała okupacja Krakowa przez wojska sąsiadów, co ujemnie odbiło się na jego rozwoju. Po zakończeniu okupacji Wolne Miasto nie przedłużyło korzystnego traktatu handlowego z Królestwem Polskim i – traktatem z 1844 roku – związało się z mało chłonnym rynkiem galicyjskim. Duże zyski mogła przynieść budowa połączenia kolejowego z Wiedniem, która rozpoczęła się jednak na dwa lata przed upadkiem Wolnego Miasta, w 1844 roku.
Słabiej w Rzeczypospolitej rozwijał się przemysł, nie wytrzymujący konkurencji z tańszymi towarami z Prus i Austrii. Pomyślnie rozwijały się tylko manufaktury niezbędne dla funkcjonowania miasta. Rosło wydobycie cynku, ołowiu i węgla. Nowe szyby górnicze powstały w rejonie Chrzanowa, gdzie w 1817 roku zainstalowano pierwszą w Rzeczypospolitej maszynę parową. Po powstaniu listopadowym liczba manufaktur zmalała, co było zapewne wynikiem konkurencji towarów obcych i epidemii cholery.
Kraków długo nie miał własnej waluty, gdyż znajdował się w unii walutowej z Królestwem Polskim. W obrocie były pieniądze sąsiadów i monety z czasów króla Stanisława Augusta Poniatowskiego. Dopiero w 1835 roku, w związku z usunięciem wizerunku orła białego z monet Kongresówki, rozpoczęto bicie własnych, tak zwanych złotówek krakowskich.

## Sądownictwo, administracja i policja

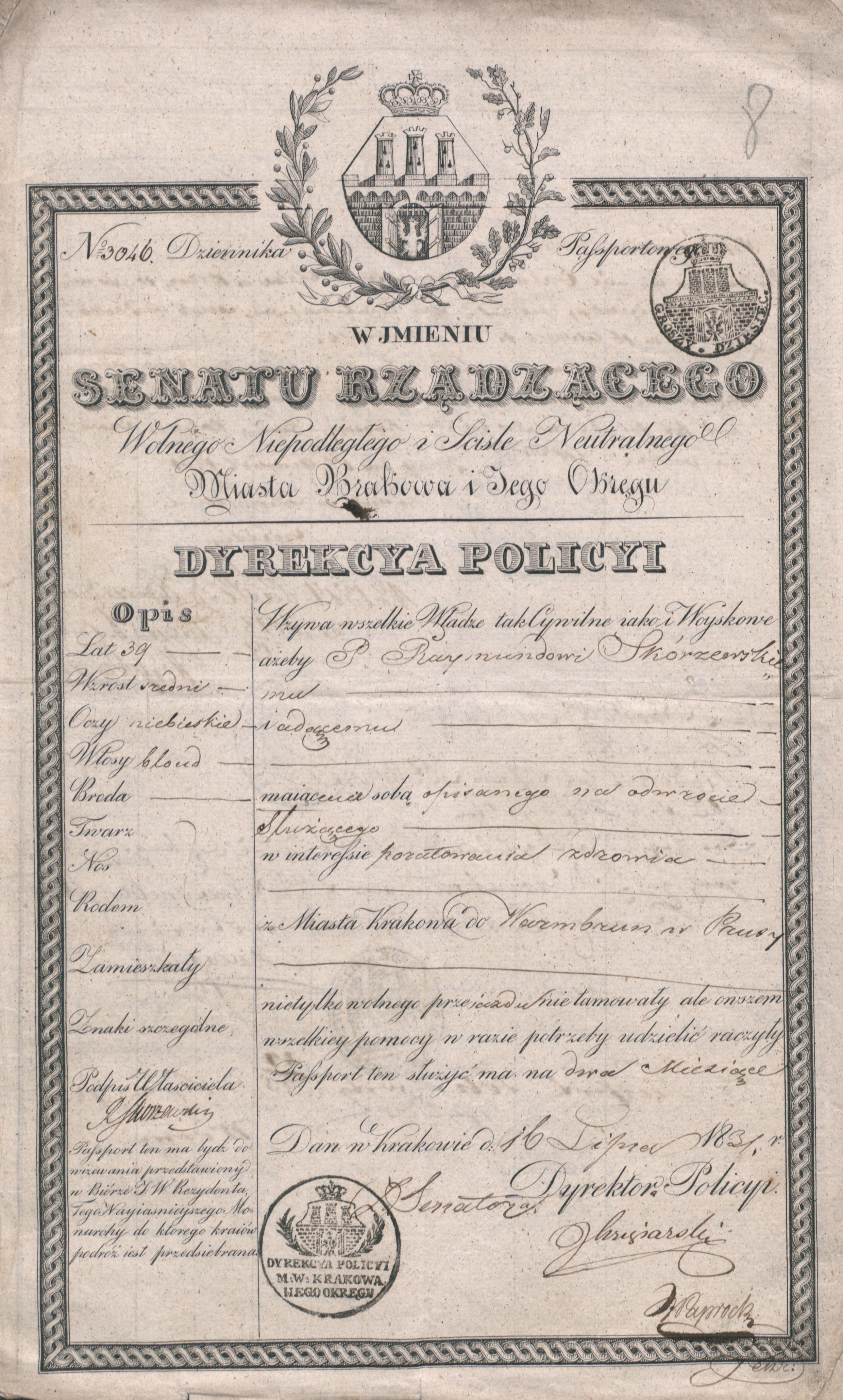
Paszport wystawiony przez władze miasta Krakowa Rajmundowi Skórzewskiemu

Na terytorium Wolnego Miasta obowiązywały Kodeks Napoleona, francuski kodeks handlowy oraz francuska procedura cywilna i karna. Sądownictwo działało sprawnie. Zgodnie z konstytucją było niezależne, a postępowanie w sprawach cywilnych i karnych – jawne. Od sędziów, mianowanych przez Zgromadzenie Reprezentantów, wymagano tytułu doktora praw. Wprowadzono sądy przysięgłych, sądy pokoju, pierwszej instancji i apelacyjny. Sądem kasacyjnym był wydział prawa uniwersytetu.
Zarząd nad Wolnym Miastem, kierowanie pracą urzędników (w tym wójtów gmin miejskich i wiejskich), należał do kompetencji Senatu. W związku z przewagą stronnictwa konserwatywnego w tym ciele urzędy znalazły się w większości w rękach byłych urzędników Księstwa Warszawskiego – na ogół pochodzenia szlacheckiego. Aparat administracyjny, któremu konstytucja zagwarantowała znaczny wpływ na życie państwa, uchodził za sprawny.
Działalnością policji Wolnego Miasta kierował Senat. W razie potrzeby mogła być rozwinięta do liczby 50 konnych i 500 pieszych. Po wkroczeniu wojsk trzech mocarstw w 1836 roku została rozwiązana przez Austriaków jako siedlisko „żywiołów anarchicznych”. Uformowana na nowo przez okupanta policja stała się narzędziem sprawowania władzy i nacisku na społeczeństwo Wolnego Miasta.
Milicję oddano oficerowi austriackiemu Hochfeldowi, a reorganizację policji przeprowadził oficer austriacki z Podgórza – Franciszek Guth, który rozpoczął prześladowanie tajnych stowarzyszeń politycznych. W 1837 Guth aresztował ok. 30 młodych ludzi, których oskarżył o udział w konspiracji. Na delegację mieszkańców do rezydentów w obronie aresztowanych Austriacy odpowiedzieli zwiększeniem załogi w mieście do 1500 ludzi. Sąd krakowski uwolnił jednak aresztowanych od podejrzeń o spiskowanie i pociągnął do odpowiedzialności Gutha, wywołując gniew Metternicha. Dwory odpowiedziały ograniczeniem kompetencji sądów – sprawy dotyczące bezpieczeństwa publicznego oddano policji, a sprawy polityczne specjalnej komisji przysłanej przez rezydentów, której działalność doprowadziła do usunięcia się większości polskich struktur spiskowych z Krakowa aż do 1845 roku. Komisarze odebrali także Zgromadzeniu Reprezentantów prawo mianowania i odwoływania sędziów na rzecz Senatu.
W roku 1838 posypały się aresztowania w związku z zabójstwem rosyjskiego agenta – Czelaka. W 1839 Guth został ranny z rąk polskich spiskowców w Przemyślu. Po 1841 roku, mimo opuszczenia Wolnego Miasta przez obce wojska, policja i milicja pozostały austriackie.

## Chłopiiżydzi
Sytuacja chłopów w Rzeczypospolitej Krakowskiej była lepsza niż w sąsiadujących z nią Galicji i Królestwie Polskim. Statusem chłopów w dobrach państwowych i kościelnych zajęła się powołana w tym celu zgodnie z ustaleniami kongresu wiedeńskiego, a pracująca niezależnie od Sejmu i Senatu, Komisja Włościańska. Pierwszym jej przewodniczącym był Marcin Badeni, a kolejnym ksiądz Alfons Skórkowski. Komisja zniosła pańszczyznę na rzecz czynszu i rozparcelowała część gruntów folwarcznych. Reformy te, znoszące z chłopów część ciężarów, zachęciły ich do kontaktów z rynkiem. Rosła liczebnie warstwa zamożnych chłopów, posiadających prawa wyborcze i liczba szkół na wsi. W 1833 roku Zgromadzenie Reprezentantów zmniejszyło czynsze, pierwotnie obliczone zbyt wysoko (ze względu na wysoką cenę zbóż w latach 20 XIX w. czynsz był obliczany w relacji do wartości zboża zbieranego z danego pola).
Konstytucja Wolnego Miasta deklarowała opiekę państwa nad ludnością żydowską, jednakże na mocy wydanego w 1817 roku Statutu Starozakonnych, tylko „cywilizowaną”, a więc tą, która zrezygnowała z tradycyjnych ubiorów żydowskich. Kolejnym wyrazem państwowej polityki asymilacji ludności żydowskiej było zlikwidowanie – w tym samym roku – kahałów, których kompetencje, z wyłączeniem funkcji religijnych, przejęły gminy. Zniesiono także szkoły żydowskie. W 1844 roku powszechne oburzenie żydów wywołał nakaz obcinania pejsów i zmiany stroju przy ślubie. Polityka asymilacji społeczności żydowskiej okazała się nieskuteczna – tylko nieliczni jej ulegali. Odmienny był stosunek do ludności żydowskiej polskich władz powstańczych w 1846 roku. W odezwie Rząd Narodowy do Braci Izraelitów wzywano ich pod broń, a także zapowiadano zmianę sytuacji prawnej. Odezwa została pozytywnie przyjęta przez część krakowskich żydów z rabinem Meiselsem na czele i była ważnym rozdziałem w historii stosunków polsko-żydowskich.

## Kultura i oświata

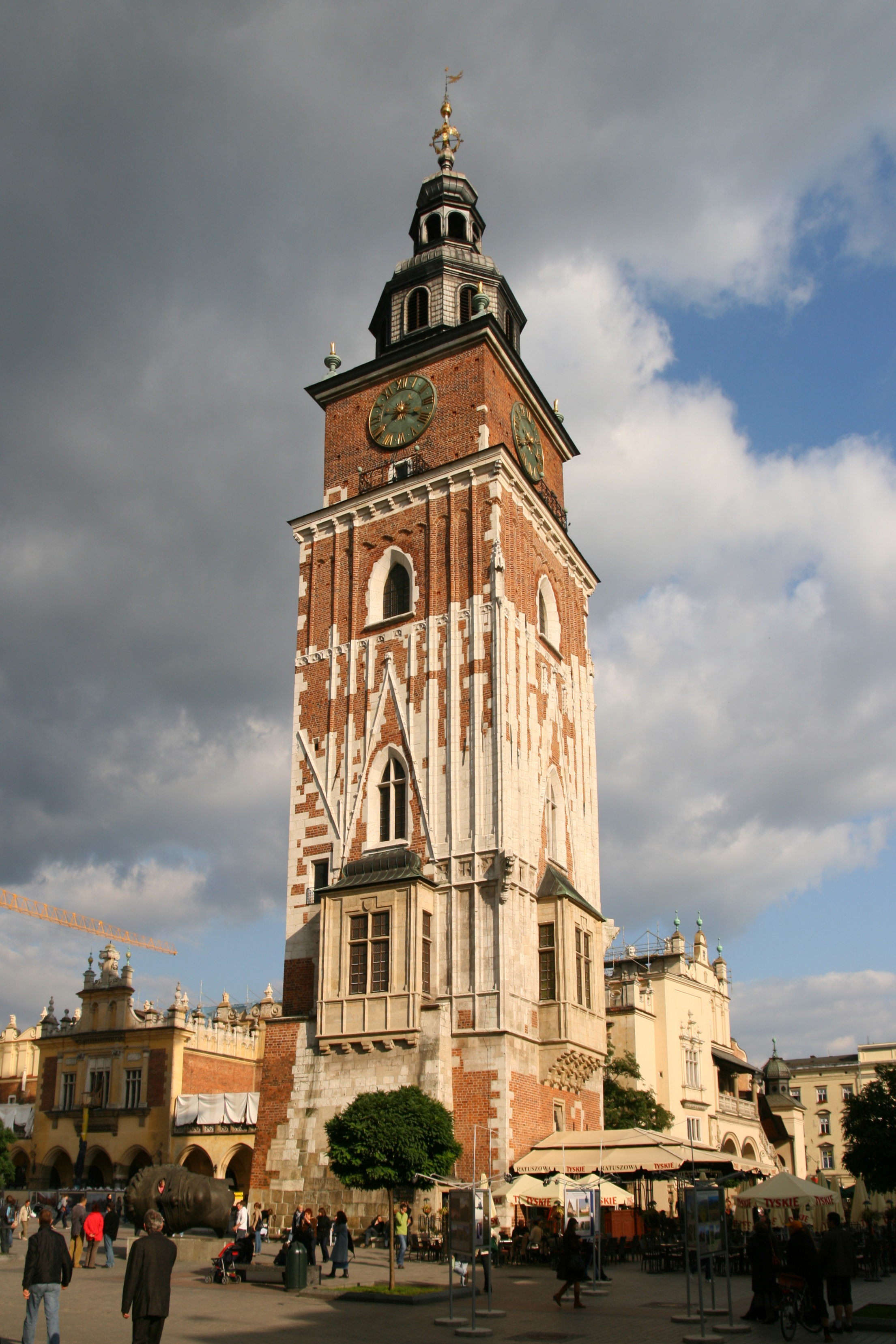
Wieża ratuszowa w Krakowie

Po 1815 Kraków, obok Wilna i Warszawy, stał się głównym ośrodkiem kultury i nauki polskiej. Na obszarze Wolnego Miasta rozwijało się szkolnictwo elementarne i średnie. Wprowadzono obowiązek szkolny, a liczba szkół na wsi i w mieście szybko wzrosła. O ich wysokim poziomie świadczą napływ młodzieży z Królestwa Polskiego i ziem zabranych i opinia wizytatora austriackiego, który w 1846 roku stwierdził, że mogłyby służyć za wzór dla reformy oświatowej w Austrii.
Rolę zwierzchnią nad szkołami do 1821 roku pełnił uniwersytet. Liczba jego studentów po 1815 rosła, ale poziom pozostawiał wiele do życzenia. Statut uniwersytetu uczynił go praktycznie niezależnym od władzy państwowej. Jednak w roku 1821, w związku z wykryciem tajnej organizacji studenckiej „Orzeł Biały” i odwołaniem się Wodzickiego do dworów opiekuńczych narzucono uniwersytetowi nowy statut, który poddawał go kontroli komisarza cywilnego i tzw. Wielkiej Rady Uniwersyteckiej, która otrzymała także zwierzchność nad szkolnictwem średnim i elementarnym. W sierpniu 1821 Nikołaj Nowosilcow wykrył kolejną tajną organizację studentów – Związek Burszów. W 1826 roku poddano uniwersytet władzy kuratora i specjalnego komitetu dozoru i karności. Zaprowadzono cenzurę wykładów i dozór policyjny studentów. Państwa opiekuńcze zabroniły swym obywatelom studiowania w Krakowie.
Kuratorem został generał Józef Załuski, który przeprowadził czystki wśród kadry, ale zasłużył się dla krakowskiego szkolnictwa utworzeniem Instytutu Technicznego i powołaniem na katedry uniwersyteckie paru młodych, zdolnych profesorów. Na UJ wykładali w tym czasie m.in. Jerzy Samuel Bandtkie, Karol Hube. W 1818 roku powstała przy uniwersytecie Szkoła Malarska (włączona potem do Instytutu Technicznego), w której pracowali m.in. Józef Brodowski i Wojciech Korneli Stattler.
Życie naukowe poza uniwersytetem skupiało się w założonym w 1815 roku Towarzystwie Naukowym Krakowskim, a w latach 1817–1831 działało Towarzystwo Przyjaciół Muzyki. W 1835 roku powstała pierwsza w mieście czytelnia publiczna. Czołową gazetą krakowską była „Gazeta Krakowska”, a w czasie powstania „Dziennik Rządowy Rzeczypospolitej Polskiej”. W 1835 Leon Zienkowicz zaczął wydawać „Powszechny Pamiętnik Nauk i Umiejętności”, związany ze środowiskiem Stowarzyszenia Ludu Polskiego, a w latach 1835–1836 wychodził „Kwartalnik Naukowy” Antoniego Zygmunta Helcla, jedno z czołowych wtedy w Polsce pism naukowych. Teatr krakowski przeżywał najlepsze chwile po 1840 roku, za dyrektury Tomasza Chełchowskiego i Hilarego Meciszewskiego.
Życie kulturalne Krakowa rozkwitło szczególnie po powstaniu listopadowym, mimo zaostrzonej cenzury. Działali wtedy w Krakowie m.in. Gustaw Ehrenberg, Wincenty Pol, Seweryn Goszczyński, jak i związani od urodzenia z miastem Edmund Wasilewski czy Anna Libera.
Formalnie suwerenny i polski Kraków przyciągał ludność pozostałych zaborów, był obiektem dumy narodowej Polaków i koncentrował wiele ważnych w świadomości narodowej wydarzeń, takich jak złożenie na Wawelu zwłok Kościuszki w 1818 roku i Józefa Poniatowskiego w 1817. W latach 1820–1823 został usypany kopiec Kościuszki.
Przebudowa miasta pociągnęła za sobą kontynuację burzenia średniowiecznych fortyfikacji miejskich. Część udało się uratować przejętym losem zabytków deputowanym i senatorom (m.in. Barbakan), ale zniszczono gotycki ratusz (w 1817, prócz wieży) i niektóre bramy miejskie. Na miejscu zburzonych murów założono Planty.

## Powstanie krakowskie w 1846 roku i likwidacja Rzeczypospolitej
Po upadku powstania listopadowego Kraków był głównym ośrodkiem polskiej konspiracji niepodległościowej. Działali w nim na szeroką skalę emisariusze polskiej emigracji. W 1835 wysłannicy Młodej Polski założyli w porozumieniu z byłymi węglarzami ze Związku Przyjaciół Ludu Stowarzyszenie Ludu Polskiego. Od 1837 działała w Krakowie Konfederacja Powszechna Narodu Polskiego.
W 1843 roku emisariusze Towarzystwa Demokratycznego Polskiego założyli w Krakowie Komitet Rewolucyjny, współpracujący z Centralizacją Poznańską. W styczniu 1845 odbyły się w Krakowie rozmowy kierownictwa projektowanego powstania, w których wzięli udział: Ludwik Mierosławski, Wiktor Heltman, Karol Libelt, Jan Tyssowski i Ludwik Gorzkowski. Pod wpływem Heltmana wyznaczono datę początku powstania na noc z 21 na 22 lutego. W Krakowie utworzono Rząd Narodowy, w składzie: Tyssowski – przedstawiciel Galicji, Jan Alcyato – emisariusz TDP i Ludwik Gorzkowski – przedstawiciel Krakowa.
Po aresztowaniu Mierosławskiego, Libelta i wielu innych działaczy rewolucyjnych i wyjeździe większości pozostałych na Zachód, powstanie w zaborach rosyjskim i pruskim zostało zdławione w zarodku. W Galicji natomiast przybrało szersze rozmiary, ale poprzedziły je inspirowane przez władze austriackie wystąpienia chłopów, zwane rzezią galicyjską. W Chochołowie wybuchło antyaustriackie powstanie górali, którzy do czasu ranienia Jana Andrusikiewicza rozważali przyjście z pomocą Krakowowi.
18 lutego, pod presją rezydentów, Senat wezwał do Krakowa wojska austriackie. Miasto obsadził korpus generała Collina, liczący 800 piechoty, 150 kawalerii i 3 działa polowe. Na zebraniu Rządu Narodowego padło tego dnia postanowienie odwołania powstania (zrobili to już wcześniej działacze w innych zaborach). Alcyato wyjechał z Krakowa. Gorzkowski przeforsował jednak cofnięcie decyzji odwołania powstania. W mieście rosły nastroje rewolucyjne. W nocy z 20 a 21 lutego doszło do pierwszej strzelaniny pod restauracją Fochta na Sławkowskiej, a na ulicach pojawiły się złożone z chłopów oddziały powstańcze. Collin był jednak dobrze przygotowany i opanował sytuację. 23 lutego wycofał się jednak do Podgórza w obawie przed rozruchami i atakiem z zewnątrz. Z Collinem miasto opuścili senatorowie, rezydenci i policja.
W mieście wybuchł entuzjazm. Ogłoszono utworzenie Rządu Narodowego Rzeczypospolitej Polskiej, w którego skład weszli: Tyssowski, Gorzkowski i Aleksander Grzegorzewski. Rząd wydał manifest autorstwa Libelta i dalsze zarządzenia, zapowiadając uwłaszczenie chłopów, obniżenie podatków, zorganizowanie pomocy społecznej dla biednych i rozdział ziemi z dóbr narodowych pomiędzy bezrolnych. Chociaż był on tworem demokratów, krakowskiemu rządowi formalnie podporządkował się Hotel Lambert. Konserwatyści powołali natomiast Komitet Bezpieczeństwa (z Józefem Wodzickim na czele).
Po tarciach w łonie rządu, 24 lutego Tyssowski ogłosił się dyktatorem i powołał nowy rząd pod kierownictwem Gorzkowskiego (zasiedli w nim m.in. Kasper Wielogłowski i Wincenty Wolff). Sekretarzem Tyssowskiego został Edward Dembowski, który nadał powstaniu bardziej radykalny społecznie charakter. Dembowski założył w Krakowie klub rewolucyjny, wydawał liczne manifesty i tworzył komitety obywatelskie. W nocy z 25 na 26 lutego miał miejsce konserwatywny zamach stanu. Jego przywódca – Michał Wiszniewski aresztował Tyssowskiego i ogłosił się dyktatorem, ale szybka kontrakcja Dembowskiego doprowadziła do ucieczki zamachowców i przywrócenia władzy Tyssowskiego.
Tymczasem do Krakowa przybyły oddziały Ludwika Mazarakiego, Wendego z Miechowskiego (które po drodze rozbiły patrol kozacki) i zbuntowanych górników z Wieliczki. Rosły entuzjazm i nadzieje na sukces powstania. Kilkusetosobowy krakowski oddział powstańczy pod wodzą oficera Suchorzewskiego zajął Podgórze i Wieliczkę i w drodze na Bochnię rozpędził kilkudziesięciu austriackich szwoleżerów. Dopiero 26 lutego został otoczony przez wspomagane przez okolicznych chłopów wojska generała Benedeka pod Gdowem. Konnicy udało się wyrwać z oblężenia, ale oddział został pobity. Wojska austriackie rozpoczęły marsz na Kraków.
Na wieść o zbliżającej się do Krakowa armii złożonej z żołnierzy austriackich i chłopów, Dembowski zorganizował 27 lutego pokojową procesję, której zadaniem miało być zneutralizowanie chłopów. W Podgórzu doszło do spotkania z wojskami austriackimi, które otworzyły ogień. Jako jeden z pierwszych padł od kuli karabinowej kroczący na czele Dembowski. Austriacy pojmali ok. 30 księży i ok. 100 innych uczestników. Nie odważyli się jednak wkroczyć do Krakowa. Żądali poddania się miasta i wydania przedstawicieli Rządu Narodowego.
3 marca siły powstańcze pod wodzą Tyssowskiego opuściły Kraków i następnego dnia w liczbie ok. 1000 ludzi złożyły broń na granicy pruskiej. Tymczasem krakowski Komitet Bezpieczeństwa na fali nienawiści do Austrii po rzezi galicyjskiej i w nadziei na przyłączenie miasta do Królestwa Polskiego poddał miasto Rosjanom. 7 marca władzę w Krakowie za zgodą Rosji przejął jednak austriacki generał hr. Castiglione, a Senat przekształcono w Radę Administracyjną, tymczasowy organ wykonawczy. 15 kwietnia, po przełamaniu oporu Prus, przedstawiciele mocarstw opiekuńczych podpisali w Wiedniu konwencję o inkorporacji Wolnego Miasta do Austrii (formalnie jako Wielkie Księstwo Krakowskie niebędące częścią Galicji). 16 listopada odbyła się w Krakowie uroczystość przejęcia władzy przez cesarza austriackiego.
W Anglii i Francji likwidacja Rzeczypospolitej Krakowskiej wywołała poruszenie, ale ostatecznie rządy tych państw ograniczyły się tylko do formalnego protestu. Przez następne 72 lata Kraków pozostawał miastem austriackim. Na kanwie ugody austriacko-węgierskiej – której skutkiem było powstanie monarchii dualistycznej austro-węgierskiej w 1867 – od 1869 ziemia krakowska znalazła się w autonomicznej prowincji Galicji.